# La Tisseuse
Pour plus de détails, voir Fiche technique et Distribution.
La Tisseuse (Fǎng zhī gū niáng) est un film chinois réalisé par Wang Quan'an, sorti en 2009.

## Synopsis
Li Li, jeune femme intelligente, est ouvrière dans une filature de Xian'an. L'entreprise connait des difficultés. Son mari, qui travaillait dans la même entreprise, a fait partie des premiers licenciés et s'est lancé dans un petit commerce (de poissons). Ils ont un petit garçon, Bing Bing. Fatiguée, Li Li va consulter à l'hôpital. Le verdict tombe : leucémie aiguë. 
La greffe de moelle est financièrement hors de leur portée. Reste la chimiothérapie, moins efficace mais qui obligera son mari à vendre la maison familiale. Par ailleurs, Li Li a besoin d'un peu de liberté, de vivre un peu pour elle et d'obtenir des réponses avant que ... Elle va  à Pékin rendre visite à celui dont elle était amoureuse dix ans auparavant, et qui n'avait pas été accepté par ses parents. 

## Fiche technique
- Titre : La Tisseuse
- Titre original : 纺织姑娘, Fǎng zhī gū niáng
- Réalisation et scénario : Wang Quan'an
- Photographie : Lutz Reitemeier
- Société de distribution : Pretty Picture
- Format : couleurs
- Langue : mandarin